# Kalciniranje
Kalciniranje je termični postopek pri katerem materialu povečamo gostoto ter mu zmanjšamo aktivno površino (bet). Postopek poteka pri 1450 - 1550 °C. Temperatura je odvisna kateri material kalciniramo. Po navadi se pri teh pogojih spremeni tudi oblika kristala. 
Pri kalciniranju metalurške glinice poznamo več različnih proizvodov, ki so namenjeni različnim smerem kovinske industrije:
- 0,5-3m2/g - kot dodatek pri izdelavi ognjevzdržnih opek
- 7-10m2/g - surovina za tabularno glinico
- 70m2/g - glinica za proizvodnjo aluminija v elektrolizah
- cca 0,5m2/g - dodatek pri izdelavi brusov